# パントグラフィア

フライのパントグラフィアに見られるバスタルダ体とベンガル文字

パントグラフィア (英語: Pantographia)、正式名称：「パントグラフィア：世界の有名なすべての文字体系の正確な書写：すべての変わった文字に英語の説明をつけて」は、エドマンド・フライによって1799年に制作された文字体系とタイポグラフィに関する書物であり、同時代にイギリスの活字製作者に広く読まれた書物である。
パントグラフィアの見開きページの左側には世界各国の文字体系が記されており、右側にそれぞれの文字の説明が記されている。フライは16年をかけて世界各国の文字を調査し、200以上の文字体系の見本と説明をつけている。アビシニアからニュージーランドに至るまでの文字体系を紹介しており、20個カルデア語、39個のギリシア語、8個のエジプト文字、11個のヘブライ語、7個のアイルランド語、6個のグランタ文字、7個のペルシア語、7個のフェニキア語、7個のサマリア語、1個のチベット語、2個のウェールズ語など様々な文字・言語について解説している。